# Nesbygda
Nesbygda este o localitate din comuna Svelvik și Drammen, provincia Vestfold, Norvegia, cu o suprafață de 0,68 km² și o populație de 933 locuitori (2013).